# Активная модель формы
Активные модели формы (англ. Active shape models, ASMs) — это статистические модели формы объектов, которые могут многократно деформироваться, для подгонки к объекту, присутствующему на новом изображении. Эти модели были разработаны Тимом Кутесом и Крисом Тейлором в 1995 году . Формы ограничены моделью распределения точек статистической формы модели, чтобы модель могла меняться только в пределах размеченных примеров из обучающей выборки. Форму объекта представляет множество точек, контролируемое формой модели. Цель алгоритма ASMs — сопоставить модель с новым изображением. Алгоритм состоит из двух чередуемых действий:
- Поиск на изображении вокруг каждой точки лучшей позиции для данной точки
- Обновление параметров модели путём наилучшего соответствия с новыми найденными позициями

Чтобы найти лучшую позицию для каждой точки можно искать четкие края, а можно совместить статистическую модель с тем, что ожидается для данной точки. Оригинальный метод предполагает использование расстояние Махаланобиса для вычисления лучшей позиции для каждого ориентира точки .
Этот метод широко применяется для анализа изображений лиц, механических узлов и медицинских изображений (в 2D и 3D).
Активная модель формы тесно связана с активной моделью внешнего вида. Он также известен как метод «умные змеи» , так как это аналог активной модели контура, учитывающий явные ограничения формы.